# Чемпионат России по дзюдо 2002
Чемпионат России по дзюдо 2002 года проходил в Красноярске с 27 по 30 июня.

## Медалисты

### Мужчины
| Категория                   | Золото                                 | Серебро                               | Бронза                                                                  |
| --------------------------- | -------------------------------------- | ------------------------------------- | ----------------------------------------------------------------------- |
| Наилегчайший вес (до 60 кг) | Константин Бутенин Красноярский край   | Максим Бодин Красноярский край        | Алексей Поддубный ХМАО Александр Ридный Красноярский край               |
| Полулёгкий вес (до 66 кг)   | Алексей Котов Москва                   | Виталий Верхотуров Краснодарский край | Александр Тимошин Красноярский край Ренат Мирзалиев Челябинская область |
| Лёгкий вес (до 73 кг)       | Евгений Карпухин Красноярский край     | Михаил Мартынов Москва                | Олег Яшин Красноярский край Дмитрий Богатырёв Москва                    |
| Полусредний вес (до 81 кг)  | Александр Коновалов Краснодарский край | Руслан Гаджиев Ставропольский край    | Саламу Межидов Чечня Дмитрий Носов Москва                               |
| Средний вес (до 90 кг)      | Муслим Гаджимагомедов Дагестан         | Борис Лайпанов Карачаево-Черкесия     | Хасанби Таов Адыгея Дмитрий Белин Красноярский край                     |
| Полутяжёлый вес (до 100 кг) | Юрий Стёпкин Челябинская область       | Сурен Балачинский Москва              | Максуд Абдулханов Москва Руслан Гасымов Санкт-Петербург                 |
| Тяжёлый вес (свыше 100 кг)  | Александр Михайлин Москва              | Андрей Мизонов Москва                 | Тимур Бучукури Адыгея Владимир Галкин Волгоградская область             |
| Абсолютная категория        | Дмитрий Максимов Москва                | Гаджимурад Муслимов Дагестан          | Виталий Гундров ХМАО Виталий Яловенко Волгоградская область             |

### Женщины
| Категория                   | Золото                             | Серебро                                   | Бронза                                                                    |
| --------------------------- | ---------------------------------- | ----------------------------------------- | ------------------------------------------------------------------------- |
| Наилегчайший вес (до 48 кг) | Любовь Брулетова ХМАО              | Наталья Самойлова Пензенская область      | Люция Гиниятуллина ХМАО Яна Сербова Пермская область                      |
| Полулёгкий вес (до 52 кг)   | Марина Ковригина Красноярский край | Оксана Карзакова ХМАО                     | Людмила Храмова Самарская область Наталья Арановская Краснодарский край   |
| Лёгкий вес (до 57 кг)       | Татьяна Шушакова Омская область    | Ольга Зайферт Красноярский край           | Ольга Федосеенко Новосибирская область Ольга Сонина Новосибирская область |
| Полусредний вес (до 63 кг)  | Юлия Кузина Оренбургская область   | Анна Сараева Новосибирская область        | Татьяна Папушина Москва Любовь Бельская Новосибирская область             |
| Средний вес (до 70 кг)      | Наталья Писарева Самарская область | Юлия Семёнова Москва                      | Татьяна Кутепова Москва Светлана Галянт Камчатская область                |
| Полутяжёлый вес (до 78 кг)  | Вера Москалюк Ханты-Мансийск       | Светлана Пантелеева Нижегородская область | Светлана Фёдорова Новосибирская область Полина Чеканина Ханты-Мансийск    |
| Тяжёлый вес (свыше 78 кг)   | Теа Донгузашвили Санкт-Петербург   | Юлия Хехнёва Нижегородская область        | Флора Мхитарян Тюменская область Оксана Болтенкова Пермская область       |